# Jørgen Fengel
Jørgen Fengel er en tidligere dansk sprinterløber, som løb for Frederiksberg IF. 

## Danske mesterskaber
- Bronze 1957  100 meter 10,9
- Guld 1957  4 x 100 meter
- Sølv 1956  100 meter 10,9
- Bronze 1956  200 meter 22,3
- Guld 1955  100 meter 11,0
- Sølv 1955  200 meter 22,5
- Guld 1954  100 meter 11,0
- Sølv 1954  200 meter 22,6
- Guld 1953  100 meter 11,1
- Bronze 1953  200 meter 22,7
- Sølv 1952  100 meter 11,0
- Sølv 1952  200 meter 22,5
- Guld 1952  4 x 100 meter
- Guld 1951  4 x 100 meter

## Personlig rekord
- 100 meter: 10,7 1954
- 200 meter: 22,1 1954